# It’s Love I’m After
It’s Love I’m After (in Deutschland auch: Kavalier nach Mitternacht) ist eine US-amerikanische Screwball-Komödie unter Regie von Archie Mayo aus dem Jahre 1937. Es basiert auf der Geschichte Gentlemen After Midnight von Maurice Hanline.

## Handlung
Auf der Bühne sind Basil Underwood und Joyce Arden ein Traumpaar, das seit Jahren erfolgreich mit klassischen Stücken wie Romeo und Julia durch die USA tourt. Hinter der Bühne verläuft es weniger harmonisch: Obwohl sie sich lieben, ist ihre Beziehung von ständigen Streitereien und Versöhnungen geprägt. Im letzten Jahr haben der selbstverliebte Basil und die temperamentvolle Joyce sich mindestens ein Dutzend Mal verlobt und genauso oft wieder entlobt. Nach einer Vorstellung von Romeo und Julia erscheint am Silvesterabend in Basils Garderobe ein euphorischer Fan namens Marcia Jones. Sie gesteht Basil ihre Liebe, was die eifersüchtige Joyce nebenan in der Garderobe hört. Marcias Besuch führt später am Abend zu einem neuen Streit zwischen Joyce und Basil, doch nach einer abermaligen Versöhnung soll nun endlich geheiratet werden – am besten noch heute Nacht. 
Basil bekommt jedoch erneut überraschend Besuch, diesmal von Marcias Verlobten Henry Grant Jr., der wegen Marcias Fixierung auf Basil nun um die Liebe seiner Zukünftigen fürchtet. Henry wünscht, dass Basil ihm dabei hilft, die Liebe von Marcia zurückzugewinnen. Henry und Basil entwickeln einen Plan, der auf der Handlung eines Theaterstückes basiert: Basil soll sich gegenüber Marcia so schlecht wie möglich verhalten, damit ihre Liebe zu Henry wieder gestärkt wird. Basil stimmt der Hilfe zu, zumal er kurz zuvor mit Digges – seinem treuen Butler, der mit Vorliebe Vogelstimmen imitiert – eine „Silvesterbilanz“ seiner guten Taten gezogen hatte, die miserabel ausgefallen war. Der zu Theatralik und ständigen Shakespeare-Zitaten neigende Basil will nun nach eigenen Angaben „ein besserer Mensch“ werden, und die Hilfe für Henry soll der erste Schritt dazu sein.
Basil und Digges fahren zum großzügigen Anwesen von Marcia West und ihrem Vater, sehr zum Ärger von Joyce, die doch eigentlich sofort heiraten wollte und nun die Verlobung wieder aufkündigt. Mitten in der Nacht pöbeln Basil und Digges, scheinbar völlig betrunken, am Hauseingang der Wests. Doch Marcia ist nicht, wie eigentlich beabsichtigt, verärgert über den uneingeladenen Besuch. Sie scheint sich nur noch mehr zu Basil hingezogen zu fühlen. Am folgenden Tage verlangt Basil beim Frühstück ein Extragericht, beleidigt die Gäste der Familie und führt sich Marcia gegenüber abweisend und arrogant auf. So sinkt Basil zwar in der Gunst von allen anderen Anwesenden, nur nicht wie gewünscht in der von Marcia, die ihn nunmehr gegen alle Widerstände ihrer Familie verteidigen möchte. Marcia kann Basil sogar dazu bringen, ihr einen Kuss zu geben. Das wird wiederum ausgerechnet von Joyce beobachtet, die auf Bitten von Digges gekommen war, um sich mit Basil zu versöhnen.
Joyce stellt sich den Anwesenden als Basils Frau vor, doch selbst das kann Marcia nicht von Basil fernhalten. Um sich am untreuen Basil zu rächen, erzählt Joyce Marcia, dass sie sich von Basil „scheiden“ will und sie nun „freie Bahn“ auf ihn habe. Prompt löst Marcia ihre Verlobung mit dem unglücklichen Henry. Basil realisiert unterdessen mit Schrecken, dass er nicht sein ganzes Leben mit einem Fan verheiratet sein will und Joyce die Frau ist, die er eigentlich liebt. Basil fährt ins Hotel, um Abstand von den Marcia zu haben und sich vielleicht noch mit Joyce zu versöhnen – doch in seinem Schlafzimmer wartet schon Marcia auf ihn. Auch Henry erscheint im Hotel. Er wünscht Basil und Marcia alles Gute für die Zukunft, denn er wolle nicht weiter dem Glück der Frau im Wege stehen, die er liebe. Marcia hört Henrys Liebesgeständnis aus dem Zimmer nebenan und kehrt zu ihm zurück, Basil wird dagegen nun von ihr links liegengelassen. 
Abgesehen von Digges ist Basil nun scheinbar ganz alleine. Doch Joyce erfährt durch Zufall, dass Basils für sie bis dahin fadenscheinige Aussage – dass er Henry nur in Liebesdingen habe helfen wollen – der Wahrheit entspricht. Sie stellt fest, dass sie Basil noch immer liebt, und kehrt zu ihm zurück. Basil und Joyce möchten nun in Las Vegas heiraten. Selbst der sich anbahnende Streit, ob Digges die Koffer tragen soll, kann mit Küssen beigelegt werden.

## Hintergrund
Nach Of Human Bondage (1934) und Der versteinerte Wald (1936) bildete It’s Love I’m After die dritte Zusammenarbeit zwischen Leslie Howard und Bette Davis. Bei Der versteinerte Wald hatten sie bereits unter Regie von Archie Mayo gestanden, der auch in dieser Screwball-Komödie als Regisseur fungiert. Das Projekt entstand, als Leslie Howard nach vielen ernsthaften Rollen in Dramen auch einmal eine Komödie drehen wollte. It’s Love I’m After bot dem Shakespeare-Schauspieler Howard neben vielen komischen Szenen aber auch die Chance, in seiner Rolle als theaterbegeistertes Matinee-Idol aus zahlreichen klassischen Stücken zu zitieren. Die Anfangsszene mit Howard und Davis als Romeo und Julia kann als Anspielung auf den Film Romeo und Julia (1936) gesehen werden, den Howard im Vorjahr mit Norma Shearer gedreht hatte.
Für die Besetzung der weiblichen Hauptrolle brachte Howard zunächst die als Komödiantinnen bekannten Theaterstars Gertrude Lawrence und Ina Claire ins Gespräch, die beide allerdings nur wenig Filmerfahrung hatten. Erst nach Drehbeginn wurde mit Bette Davis die weibliche Hauptrolle besetzt. Davis war allerdings unzufrieden: Nach mehreren Filmprojekten hintereinander durstete sie nach einer Urlaubspause; außerdem hielt sie die Rollen von Howard sowie Olivia de Havilland für interessanter als ihre eigene.

## Rezeption
It’s Love I’m After war für Warner Brothers ein finanzieller Erfolg und überzeugte das Studio von den Fähigkeiten Howards als Komödienschauspieler. Die Kritiker lobten sowohl Howard und Davis als auch die Nebendarsteller wie Eric Blore als „gentleman's gentleman Butler“ oder George Barbier als Vater West. Leonard Maltin empfand It’s Love I’m After als „erfreuliche, geistreiche“ Komödie, die dem Film Napoleon vom Broadway ähnele. „Fabelhaft“ sei Eric Blore als „ultra-hingebungsvoller Butler“.